# Dionisius

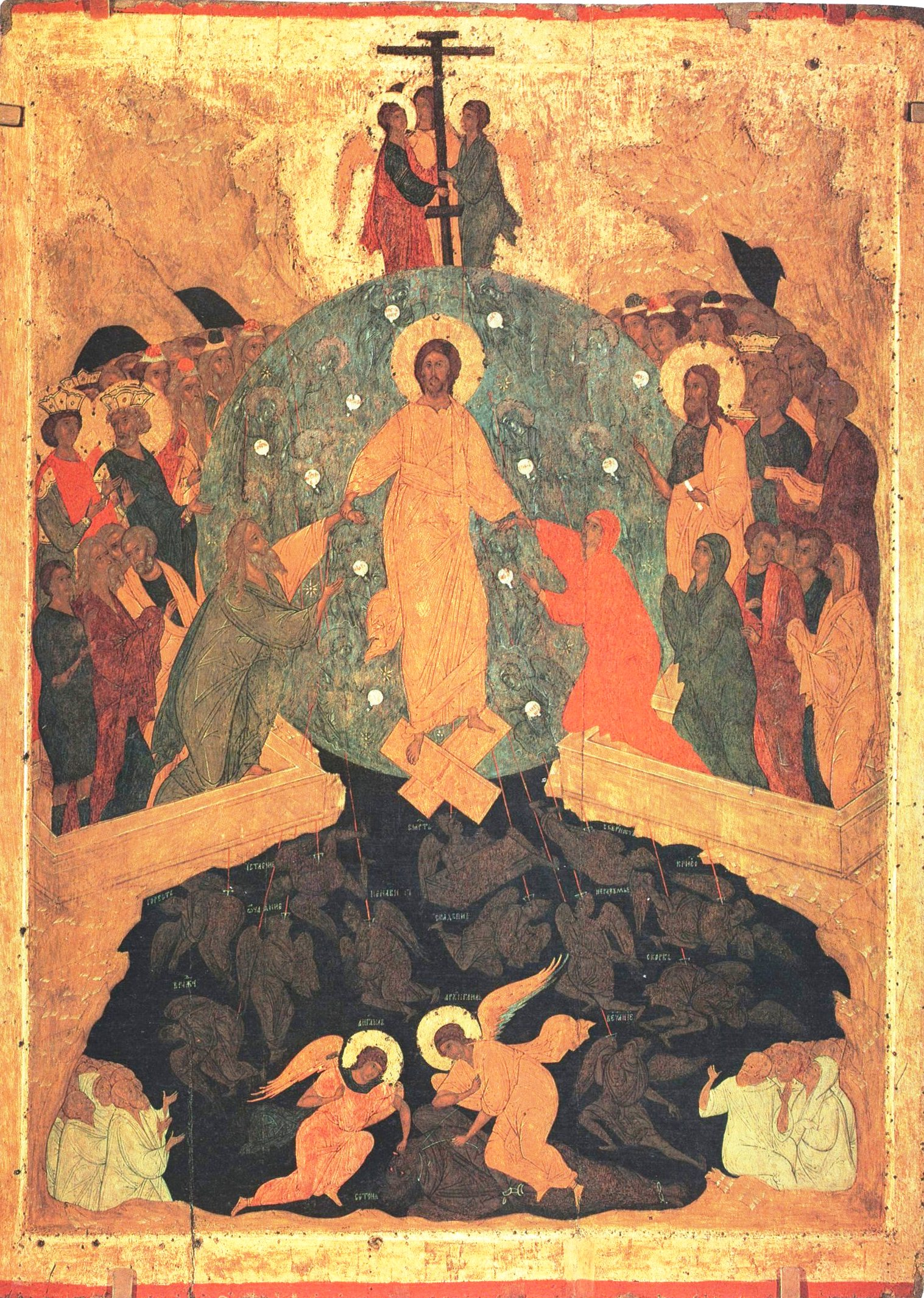
Icoana Coborârii lui Hristos în iad, Mănăstirea Ferapontov

Dionisius (în limba rusă: Дионисий, transliterat ca Dionisy, Dionysiy, etc., de asemenea Dionisius Înțeleptul) (cca. 1440 - 1502) a fost recunoscut ca un cap al școlii de la Moscova de pictori de icoane. Stilul său de pictură este uneori numit manierism moscovit.